# Dingalan
Dingalan est une municipalité de la province d'Aurora, aux Philippines.